# Australopithecus sediba
 Australopithecus sediba  ist eine Art der ausgestorbenen Gattung Australopithecus aus der Familie der Menschenaffen, die vor rund zwei Millionen Jahren im Gebiet des heutigen Südafrika lebte. „Das rekonstruierte Skelett zeigt viele affenähnliche, aber auch einige ‚moderne‘, der Gattung Homo zuzuordnende Merkmale. So konnte Australopithecus sediba gut klettern, aber auch aufrecht auf zwei Beinen gehen, wenn auch wohl sehr wackelig.“ Die genaue Position von Australopithecus sediba im Stammbaum der Hominini und damit seine Verwandtschaft mit dem anatomisch modernen Menschen ist noch ungeklärt.

## Namensgebung
Die Bezeichnung der Gattung Australopithecus ist abgeleitet von lateinisch australis („südlich“) und griechisch πίθηκος, altgr. ausgesprochen píthēkos („Affe“). Das Epitheton sediba (mit Betonung auf dem i) bedeutet in der Bantusprache Sesotho „Brunnen“ oder „Quelle“, im übertragenen Sinne auch „Ursprung“. Australopithecus sediba bedeutet also „ursprünglicher südlicher Affe“.
Per Pressemitteilung hatte die University of the Witwatersrand im Jahr 2010 die Kinder Südafrikas aufgefordert, einen Spitznamen für das kleinere Fossil MH1 vorzuschlagen. Im Verlauf dieses Preisausschreibens gingen mehr als 15.000 Einsendungen ein, ausgewählt wurde schließlich Karabo (in Setswana: „Antwort“). Jedoch wurde diese Bezeichnung nur im 2012 erschienenen Kinderbuch von Marc Aronson und Lee Berger, The Skull in the Rock, verwendet und nicht in den wissenschaftlichen Publikationen.

## Erstbeschreibung

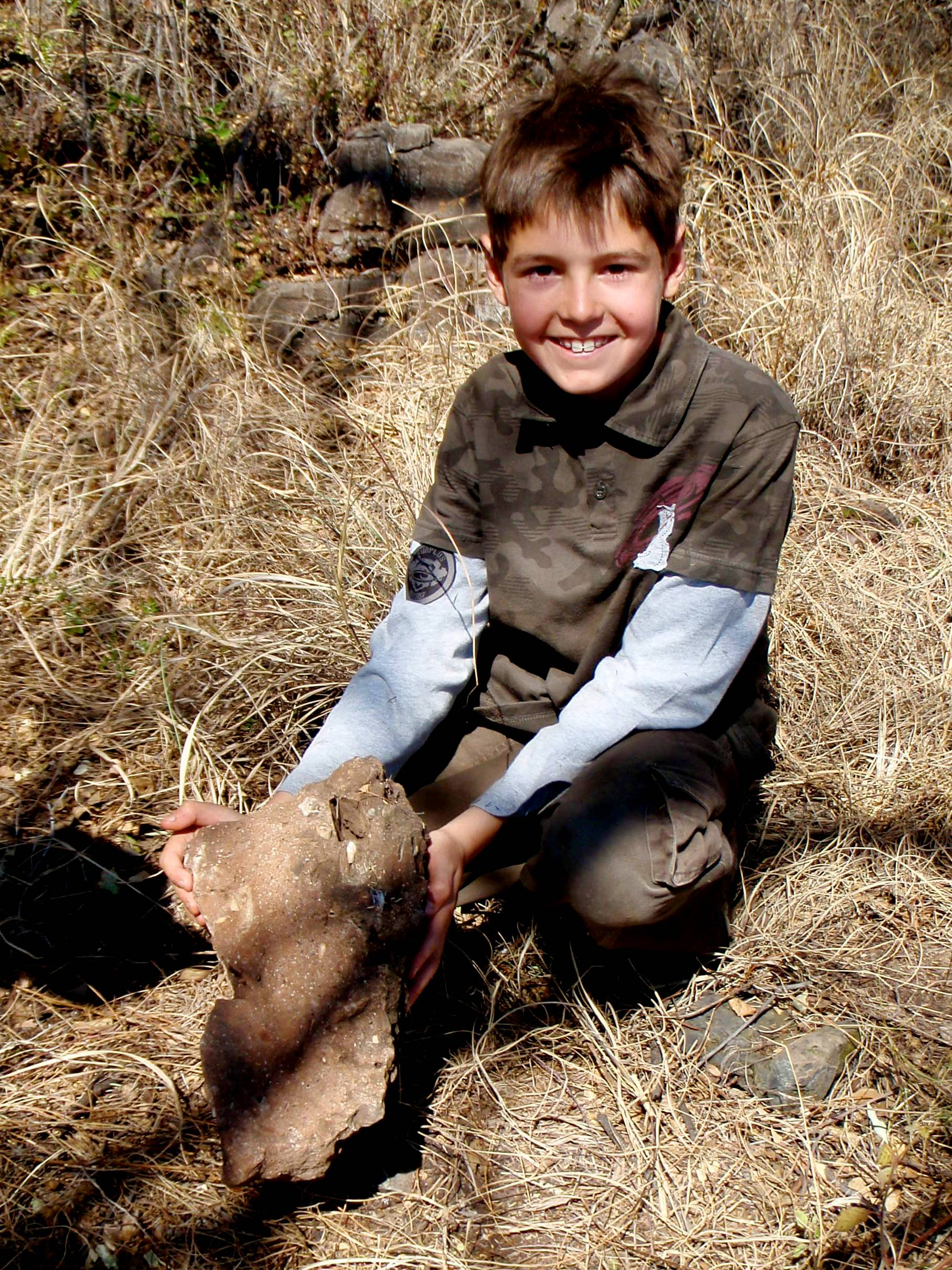
Matthew Berger mit dem von ihm gefundenen Schlüsselbeinfragment von MH1

Holotypus von Australopithecus sediba ist das teilweise erhaltene Skelett Malapa Hominin 1 (MH1). Entdeckt wurde es in der Malapa-Höhle. Sie liegt 40 Kilometer westlich von Johannesburg und 15 km nordnordöstlich der bekannten Fossilienfundstätten von Sterkfontein, Swartkrans und Kromdraai. Auch die Malapa-Höhle befindet sich im Gebiet des UNESCO-Welterbes Cradle of Humankind. Entdecker des ersten Fossils von Australopithecus sediba – des rechten Schlüsselbeins, Sammlungsnummer: UW88 – war am 15. August 2008 Matthew Berger, der neunjährige Sohn von Lee Berger.
MH1 stammt von einem jugendlichen – vermutlich männlichen – Individuum, dessen bleibende große Backenzähne schon durchgebrochen waren und in Okklusion standen. Erhalten sind von MH1 unter anderem der Gesichtsschädel einschließlich zahlreicher, relativ kleiner Zähne des Oberkiefers, Teile des ebenfalls bezahnten Unterkiefers, ein Oberarmknochen, ein Wadenbein sowie diverse Fragmente aus dem Bereich der Wirbelsäule, der Rippen und des Beckens. Aus Vergleichen mit heute lebenden Menschenaffen und Menschen wurde gefolgert, dass MH1 bereits rund 95 Prozent des Schädelvolumens eines Erwachsenen aufwies. Verglichen mit heute lebenden Kindern spräche dies für ein Alter von 12 bis 13 Jahren; allerdings vollzog sich die Entwicklung der Australopithecinen rascher, das Kind starb also in einem jüngeren Lebensalter. Sein Entwicklungsstand ist am ehesten vergleichbar mit den Fossilien OH7, dem Holotypus von Homo habilis, und KNM-WT 15000, bekannt als Nariokotome-Junge oder „Turkana Boy“.
Als Paratypus wurde MH1 das Teilskelett MH2 eines erwachsenen Individuums zur Seite gestellt, das in weniger als 50 Zentimeter Entfernung von MH1 gefunden worden war. Das erste von MH2 entdeckte Fossil war ein Oberarmknochen (UW 88-57), den Lee Berger am 4. September 2008 entdeckte. MH2 konnte unter anderem ein einzelner Oberkieferzahn, Unterkiefer-Fragmente sowie ein weitgehend erhaltener rechter Arm einschließlich der fast vollständig erhaltenen Knochen aus dem Bereich der Schulter und der Finger zugeordnet werden. Die Armknochen von MH2 wurden in anatomisch korrekter Anordnung freigelegt, während die Knochen von MH1 über eine Fläche von rund zwei Quadratmetern verstreut lagen. Da auch das Schambein sowie weitere Fragmente des Hüftbeins erhalten blieben, konnte MH2 als vermutlich weiblich identifiziert werden. Das Körpergewicht zu Lebzeiten wird auf rund 30 bis 36 Kilogramm geschätzt.
Australopithecus sediba wurde 2010 von einer Paläontologen-Gruppe um Lee Berger erstmals wissenschaftlich beschrieben. In dieser Erstbeschreibung heißt es, Australopithecus sediba stamme vermutlich von Australopithecus africanus ab und weise mehr gemeinsame Zahn- und Knochenmerkmale mit den frühesten Vertretern der Gattung Homo auf als jede andere bisher beschriebene Australopithecus-Art. Australopithecus sediba könne daher als potentieller Vorfahre der frühen Homo-Arten („[…] potentially ancestral to Homo […]“) interpretiert werden.
Beide Skelette wurden kurz nach ihrem Tod gemeinsam unter Schutt begraben und so vor der Zerstörung durch große Aasfresser bewahrt; allerdings ergab eine Untersuchung mit Hilfe der Synchrotron-Mikrotomographie an der European Synchrotron Radiation Facility, dass im Inneren des Schädels fossilisierte Insekteneier nachweisbar sind.

## Beschreibung der Typusexemplare

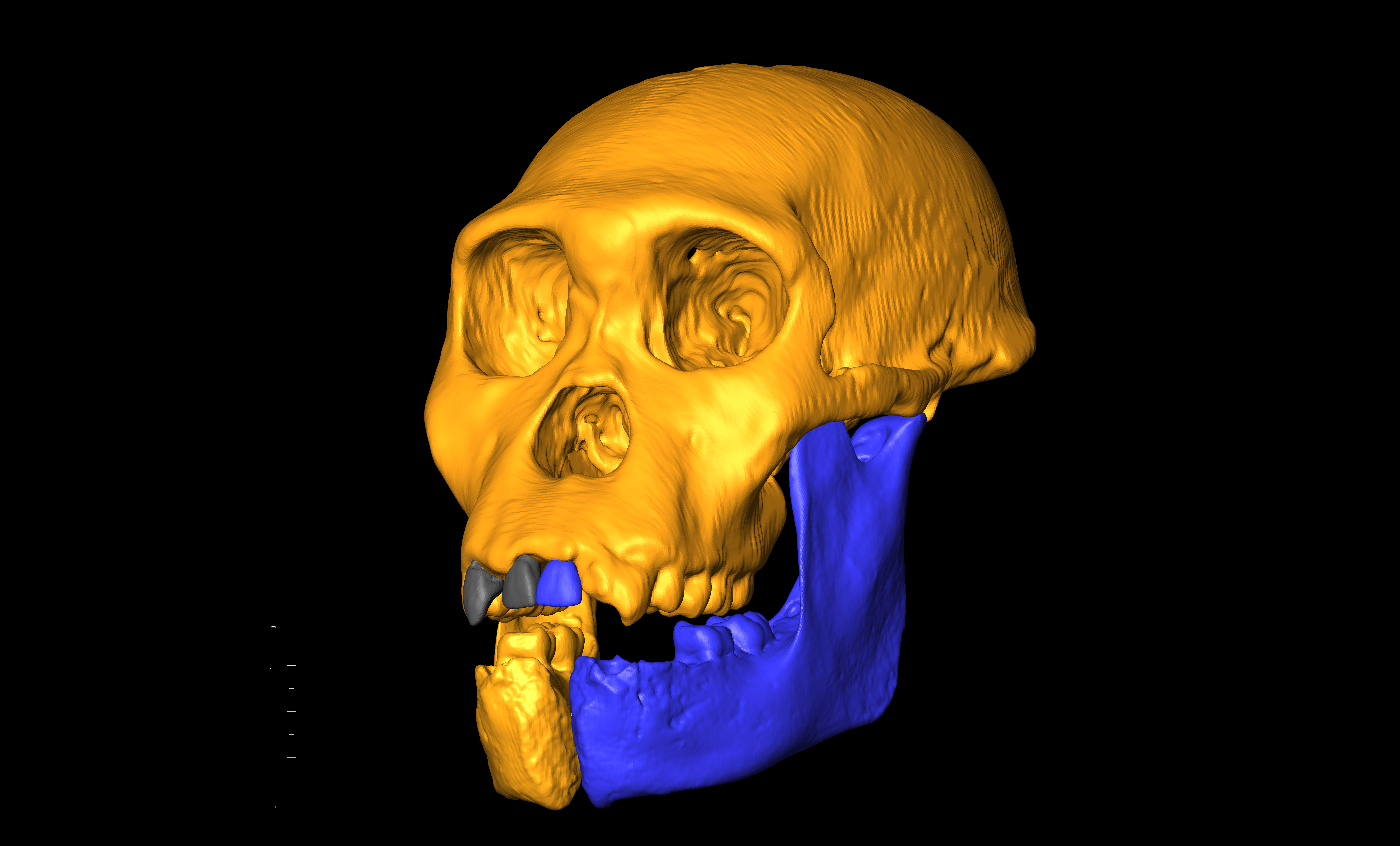
Rekonstruktion des Schädels (Originalabbildung von Lee Berger)

### Schädel
Der Schädel von MH1 zeichnet sich der Erstbeschreibung zufolge durch ein Mosaik von teils abgeleiteten Merkmalen, teils ursprünglichen Merkmalen aus, die ihn sowohl von den älteren Chronospezies Australopithecus anamensis und Australopithecus afarensis unterscheidbar machen als auch von späteren Arten der Gattung Homo. Von Australopithecus garhi unterscheide sich Australopithecus sediba beispielsweise durch das Fehlen des Prognathismus (keine ausgeprägte Schnauze, da kein markanter Vorstand des Oberkieferknochens), von den Arten der Gattung Paranthropus durch das Fehlen ihrer Merkmale für extrem kräftige Nacken- und Kaumuskeln. Am ehesten ähnele MH1 dem gleichfalls nur aus Südafrika bekannten Australopithecus africanus, der jedoch beispielsweise ein weit ausladenderes Jochbein und einen weniger ausgeprägten Kinnknochen besitze; diese morphologische Nähe zur zweiten südafrikanischen Australopithecus-Art wurde in einer Studie zur Beschaffenheit der Bezahnung 2013 bekräftigt. Zugleich wurden aber weitere Belege dafür publiziert, die dafür sprächen, dass Australopithecus sediba zu Recht als eigenständige Art von anderen Australopithecus-Arten abgesondert wurde.
Für das Innere des Schädels von MH1 wurde ein Volumen von nur 420 Kubikzentimetern rekonstruiert. Erste computertomographische Untersuchungen des Schädelinneren hatten Hinweise darauf ergeben, dass der – durch eingelagertes Sediment – auf natürlichem Wege entstandene Schädelausguss Abdrücke von Gehirnwindungen aufweist. Daraufhin wurde der Schädelausguss hochauflösend gescannt und auf Basis dieser Daten ein dreidimensionales virtuelles Modell der früheren Gehirnoberfläche konstruiert. Dieser Rekonstruktion zufolge war das Gehirn von MH1 „eindeutig typisch für Australopithecus hinsichtlich Schädelinnenraum und Merkmalen der Gehirnwindungen“ (im Original in Science: „decidedly australopith-like in cranial capacity and convolutional patterns“); jedoch gebe es „einige Hinweise auf Veränderungen im orbitofrontalen Bereich [des präfrontalen Cortex], die über das hinausgehen, was bei anderen Australopithecinen mit ähnlich vollständig erhaltenem Schädelausguss (Sts 5 und Sts 60) festzustellen ist, was möglicherweise Elemente der Entwicklung eines menschenähnlichen Frontallappens im Übergang von Australopithecus zu Homo erahnen lässt.“ Dieser Interpretation, das Gehirn von Australopithecus sediba sei „moderner“ als das anderer Funde dieser Gattung, wurde in einem Begleitartikel in Science jedoch von mehreren Fachkollegen widersprochen; man habe den Schädelausguss von MH1 nur mit Funden aus Sterkfontein verglichen, hätte aber weitere Fossilien einbeziehen müssen.
Die mit nur 420 Kubikzentimetern sehr geringe Gehirngröße (schon Homo rudolfensis werden ungefähr 750 Kubikzentimeter zugeschrieben) und die auf nur knapp 1,30 Meter geschätzte Körpergröße von MH1 und MH2 werden in der Erstbeschreibung als Gründe angegeben, die Fossilien als weitere Art der Gattung Australopithecus einzuordnen und nicht als weitere Art der Gattung Homo. Gleichwohl teile Australopithecus sediba mit den frühen Homo-Arten diverse anatomische Merkmale, vor allem im Bereich des Beckens und der Hüftgelenke, die auf eine Steigerung der Effizienz des zweibeinigen Laufens im Vergleich zu Vorläuferarten schließen lassen. Außerdem rangiere die Größe der Prämolaren und der Molaren am untersten Ende der von Australopithecus africanus bekannten Funde, sie gleiche vielmehr derjenigen von Homo habilis, Homo rudolfensis und Homo erectus. Der Bau der Füße sei hingegen weniger Homo-ähnlich.

### Der Körper unterhalb des Schädels

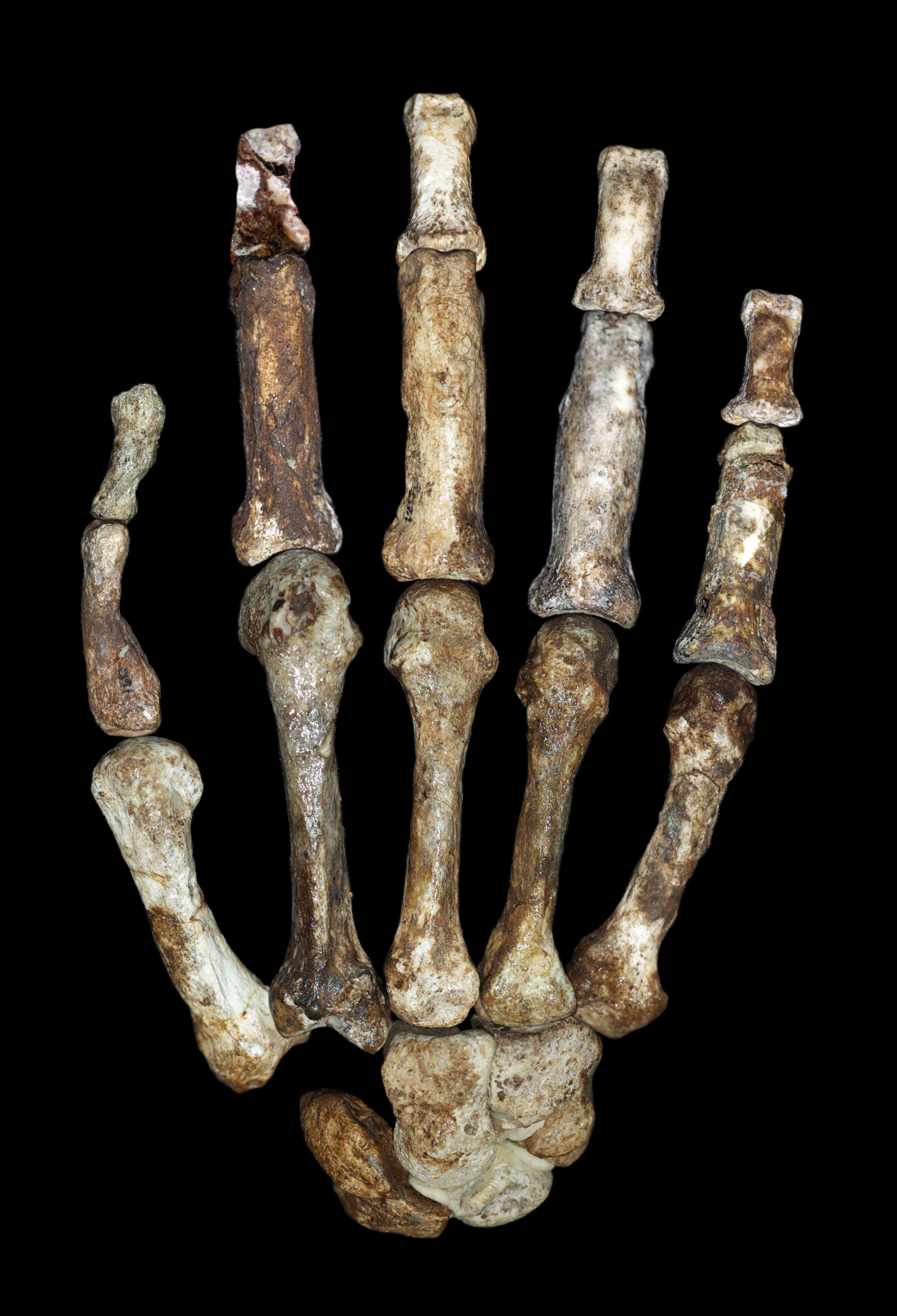
Die Knochen der rechten Hand von MH2 (Originale)

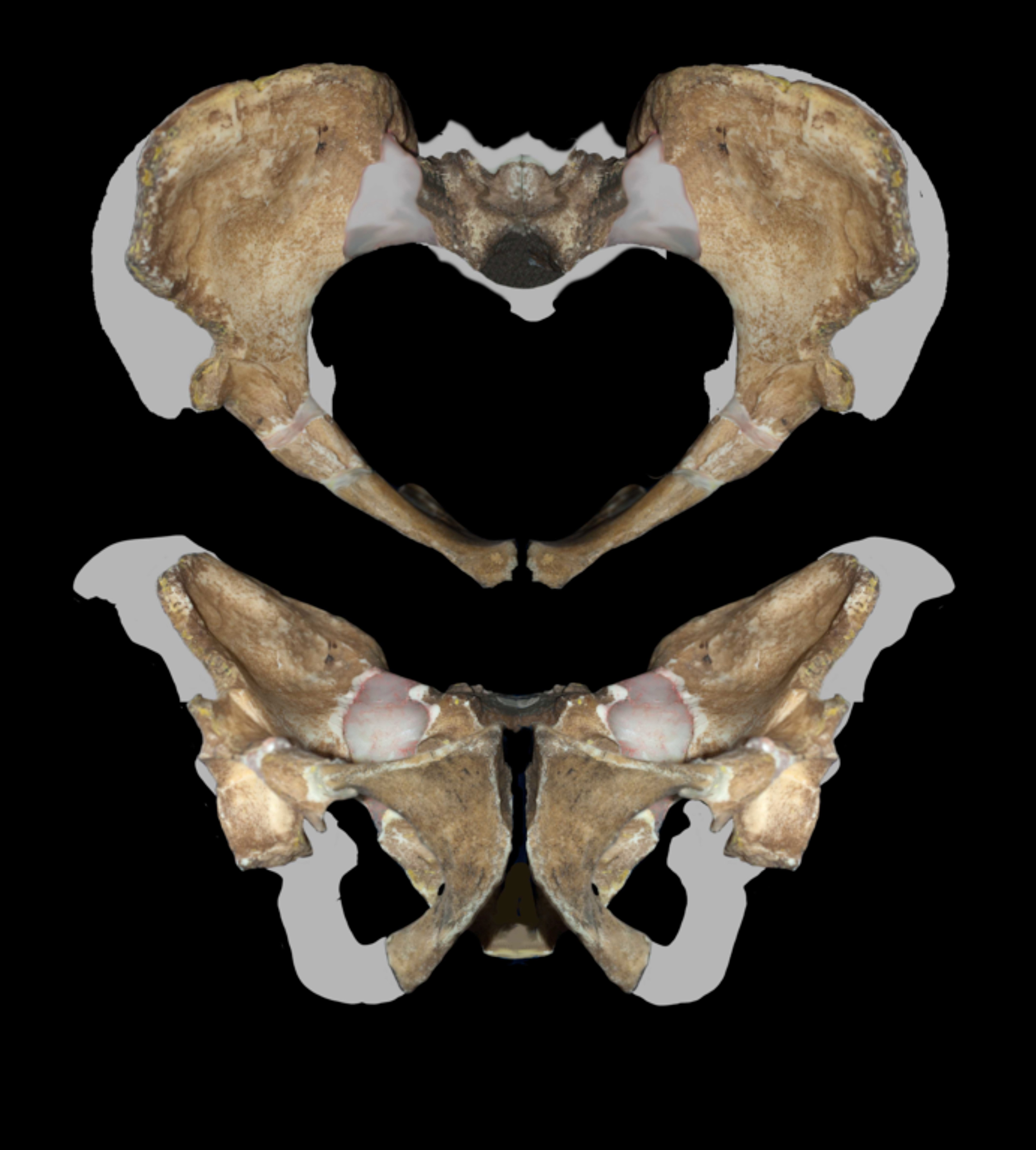
Das Becken von MH2, Originalfunde mit Ergänzungen. Die linke Hälfte ist eine Spiegelung der rechten.
(Abbildung von Lee Berger)

Aus dem Vergleich der erhaltenen Arm- und Beinknochen, an denen die Muskelansätze noch gut zu erkennen sind, ergibt sich, dass die Arme – wie bei anderen Australopithecus-Arten, nicht jedoch wie bei den Homo-Arten – in Relation zu den Beinen „affenähnlich“ lang waren. Einer der Co-Autoren der Erstbeschreibung, Peter Schmid vom Anthropologischen Institut der Universität Zürich, räumte ebenfalls ein, dass die Unterarmknochen „affenähnlich lang“ und die Fingerknochen „robust, gebogen“ seien sowie „starke Ansatzstellen für die Sehnen der Beugemuskeln“ aufweisen, „was auf kräftige Kletterhände deutet“, also auf eine noch stark baumbewohnende (arboreale) Lebensweise. Ähnlich äußerte sich Lee Berger in einem Interview: „It’s got long arms though, long ape-like arms, primitive wrists, and short but powerful and curved fingers.“ 2013 und 2019 bestätigten dann detaillierte Untersuchungen der Arme, dass diese bei Australopithecus sediba noch sehr ursprünglich und gut geeignet für das Umherklettern auf Bäumen waren, nicht aber für das Bearbeiten von Werkzeugen.
Aus den Muskelansätzen der Finger wurde 2024 hingegen abgeleitet, dass Australopithecus sediba – im Unterschied zu anderen Australopithecus-Arten –  „bereits gewohnheitsmäßig menschenähnliche Manipulationen“ vornehmen konnte, „auch wenn seine manuelle Geschicklichkeit wahrscheinlich nicht so hoch war wie beim späteren Homo.“ Bereits die ersten Bearbeiter der Fossilien hatten 2011 argumentiert, man habe Anhaltspunkte für einen gut opponierbaren Daumen gefunden, mit dessen Hilfe es sogar möglich gewesen sei, Steingerät herzustellen. Diese Interpretation war jedoch umgehend von anderen Paläoanthropologen als zu spekulativ zurückgewiesen worden. Die Bearbeiter der sediba-Fossilien blieben jedoch bei ihrer Einschätzung, dass der Daumen – obwohl im Vergleich mit allen anderen Arten der Hominini ungewöhnlich lang – auch für Präzisionsgriffe geeignet gewesen sei.
Der zum Hals hin schmale und nach unten hin breitere Brustkorb weicht erheblich ab von jener breit-zylindrischen Bauart, wie sie von Homo erectus überliefert ist und auch bei Homo sapiens existiert. Zudem steht der Schultergürtel seitlich im Bereich der Schultergelenke höher als am Hals, wodurch der Oberkörper eine ähnliche Anmutung aufweist wie der eines heute lebenden großen afrikanischen Menschaffen – Merkmale, die das Klettern erleichtern. In einer 2013 publizierten Studie wurde aus diesen Merkmalen abgeleitet, dass der Bau des Oberkörpers das Hin-und-Her-Schwingen der Arme beim Schreiten und Rennen nicht gefördert habe. Die Gestalt der Wirbelsäule weicht in Bezug auf diverse Merkmale von jener des Australopithecus africanus und des Homo erectus ab. 2021 wurden mehrere dem Fossil MH 2 zuzurechnende Wirbel aus dem Bereich der Lendenwirbelsäule beschrieben, aus deren Bau abgeleitet wurde, dass Australopithecus sediba in der Lage war, aufrecht zu gehen.
Das Becken hat einige Merkmale, die auch bei Homo nachweisbar sind, jedoch wurde in einer 2011 publizierten Studie ausdrücklich offen gelassen, ob dies Folge einer besonders engen Verwandtschaft von Australopithecus sediba und Homo oder Ausdruck einer Homoplasie ist. 2012 wurden in einem Gesteinsblock weitere Knochen entdeckt, die nach ihrer Freilegung möglicherweise MH1 zugeordnet werden können. In einer 2019 publizierten Studie wurde der Verweis auf eine Homoplasie erneuert.
Einige vermutlich zu MH2 gehörige Knochen aus dem Bereich des Fußes und des Unterschenkels weisen ebenfalls ein Mosaik von „archaischen“ (besonders erwähnt wird die Ferse) und „modernen“ Merkmalen auf, die bei anderen bislang bekannten homininen Fossilien nicht vorhanden sind. Daher wird vermutet, dass sich bei Australopithecus sediba die Fähigkeit zum aufrechten Gehen weitgehend unabhängig von – das heißt parallel zu – anderen Australopithecus-Arten entwickelt haben könnte und dass die Individuen dieser Art sowohl für den Aufenthalt auf Bäumen als auch auf dem Boden angepasst waren.

## Weitere Funde vonAustralopithecus sediba

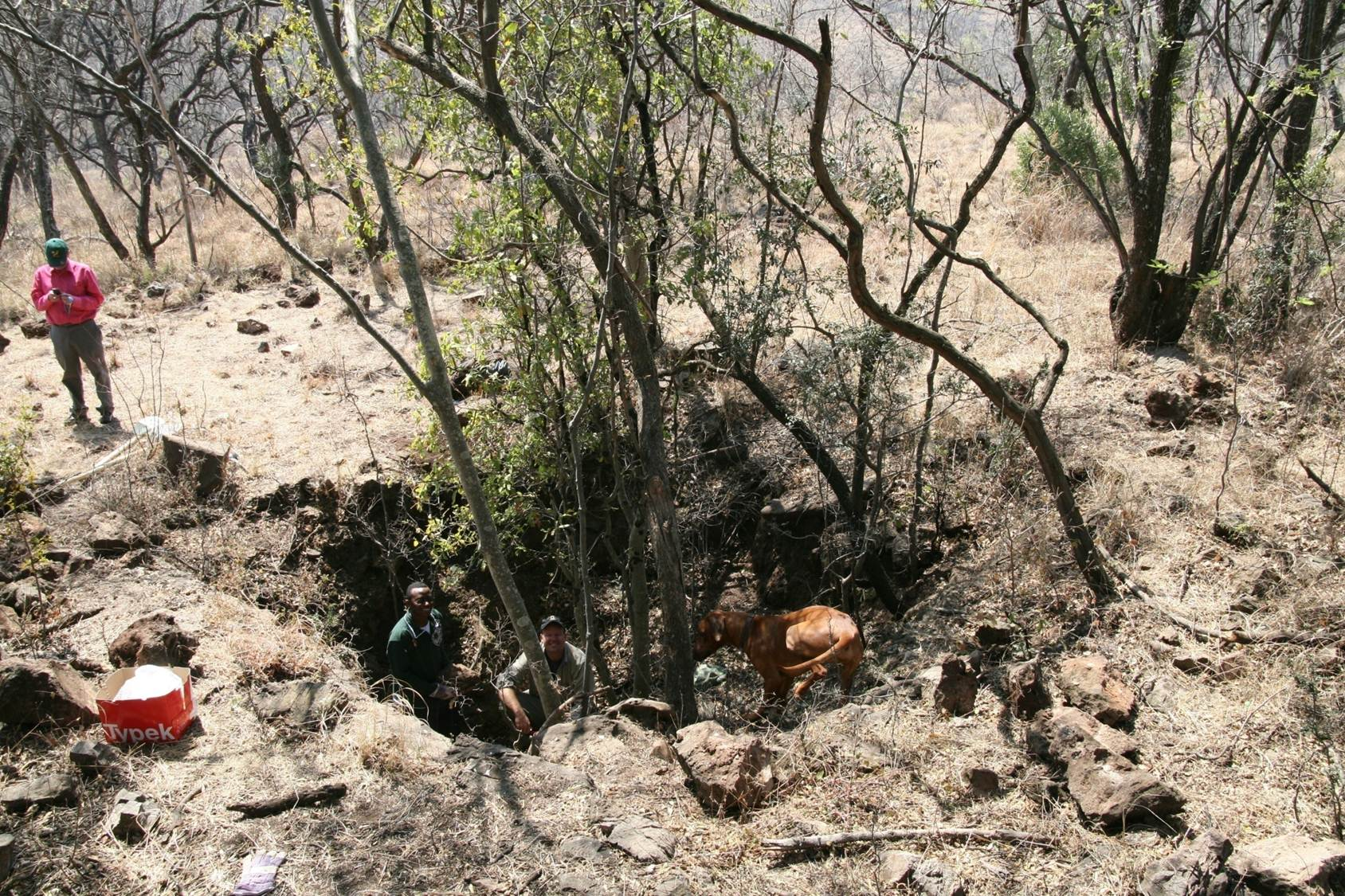
Die Grube der Fundstelle Malapa (Mitte). Das Foto zeigt in ihr die Wissenschaftler Lee Berger und Job Kibii, Bergers Angaben zufolge wenige Augenblicke nach Entdeckung von MH2.

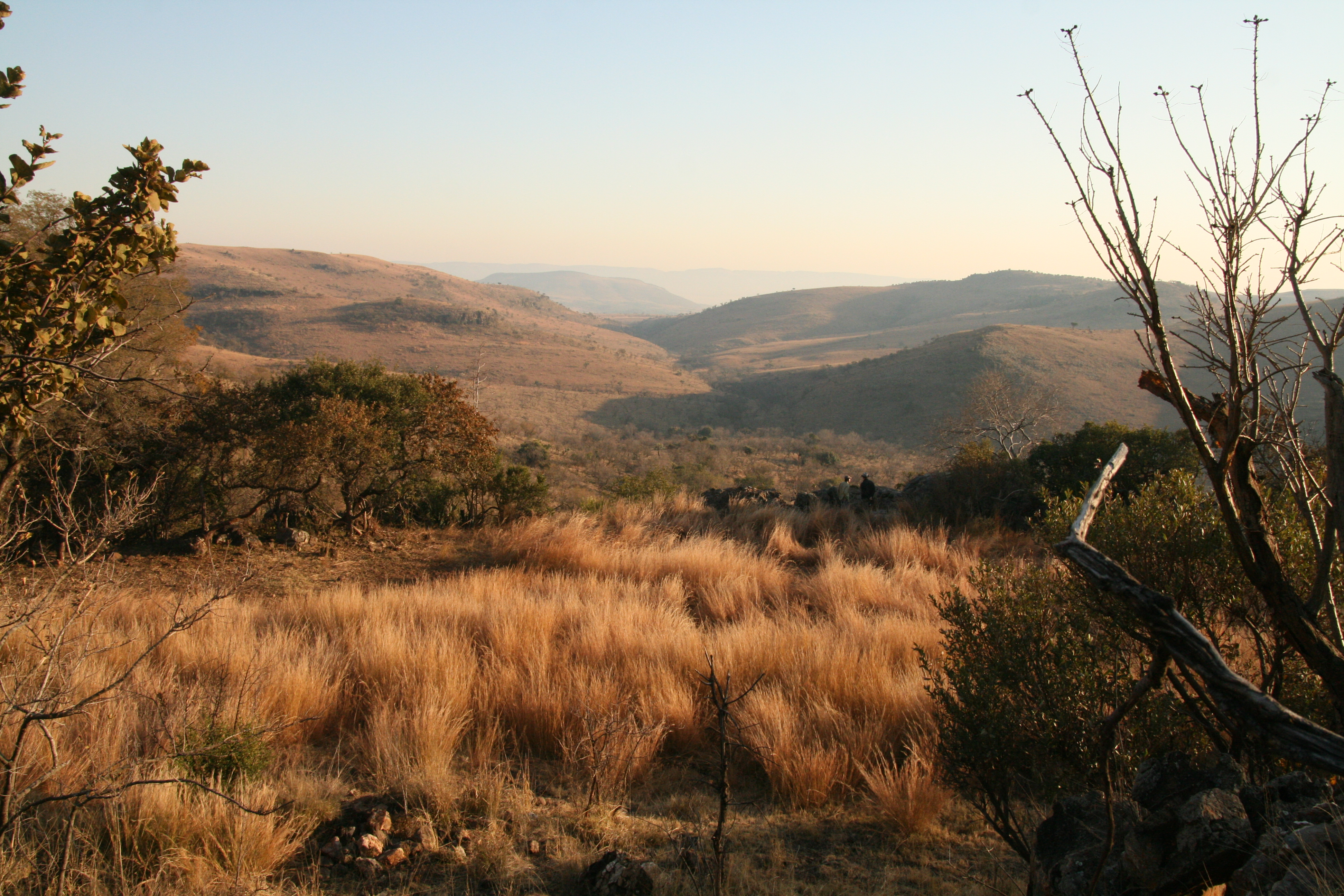
Blick über die Fundstelle Malapa (in einiger Entfernung in der Bildmitte) nach Norden

In der Malapa-Höhle wurden neben den beiden Fossilien MH1 und MH2 noch zwei weitere Skelette von Australopithecus sediba entdeckt: ein Kind und ein erwachsenes Individuum, deren ausführliche wissenschaftliche Beschreibung noch aussteht.
Im April 2013 deutete Lee Berger auf einer Tagung der Association of Physical Anthropologists an, dass an einem der Schädel und an einem Unterkiefer möglicherweise Überreste von Haut nachweisbar sind.

## Alter

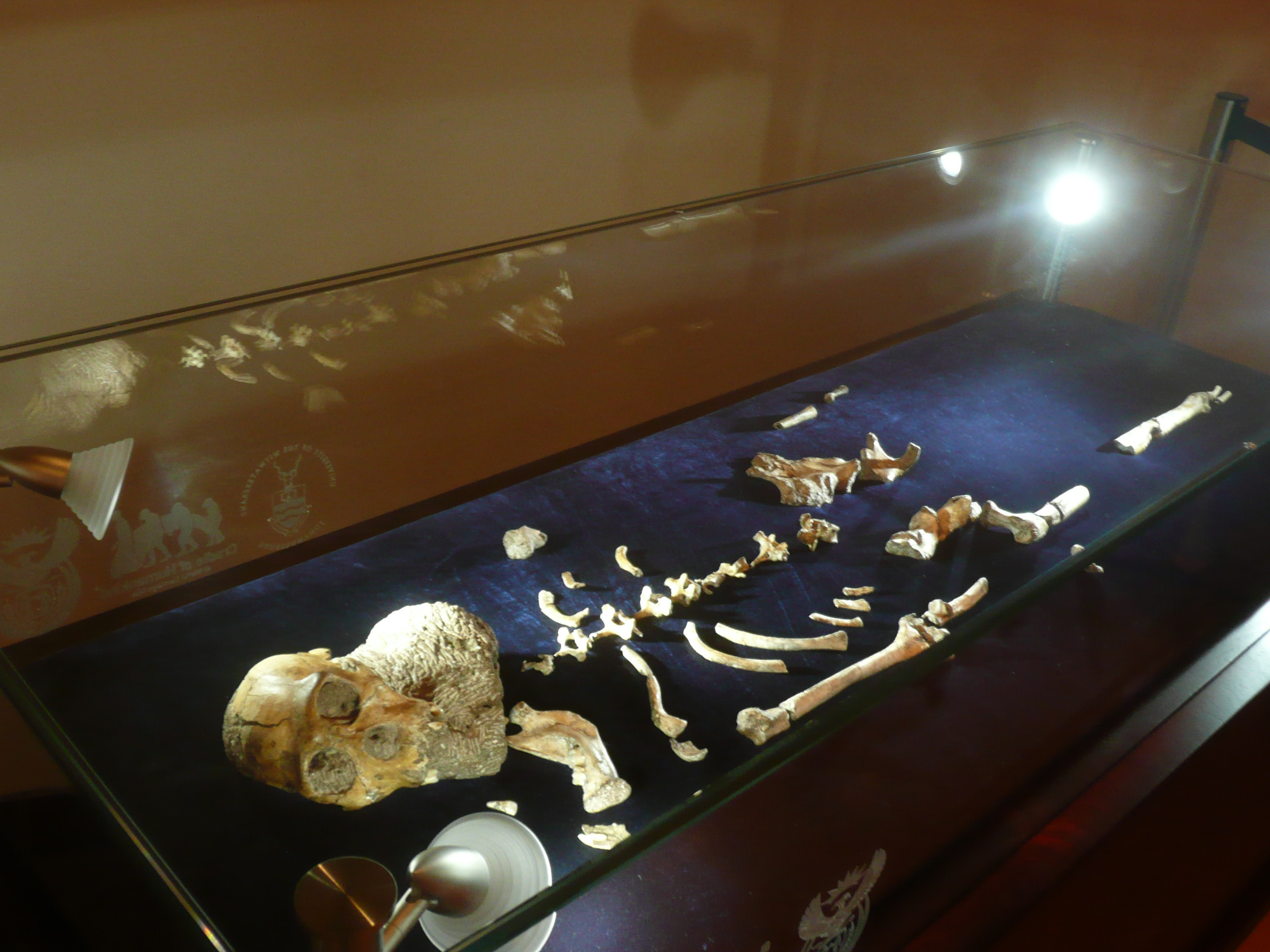
Das fossile Teilskelett MH1

Mit Hilfe der Uran-Blei-Datierung konnte 2010 für eine unter den Skeletten liegende Bodenschicht ein Alter von 2,026 ± 0,021 Millionen Jahre bestimmt werden; für die darüber liegende, Fossilien bergende Schicht ergab sich anhand magnetostratigraphischer Analysen ein Alter von 1,95 bis 1,78 Millionen Jahre. 2011 wurde das Alter der Fossilien dann durch Uran-Blei-Datierung auf 1,977 ± 0,002 Millionen Jahre datiert.
In der Erstbeschreibung wurde angemerkt, dass aufgrund der wenigen Funde bisher keine Aussage darüber möglich ist, seit wann und wie lange die Art existierte. Warum die Art ausgestorben ist, ist ebenfalls nicht bekannt.

## Lebensraum
Die Analyse des Habitats von Australopithecus sediba wurde bisher noch nicht publiziert; in einem Interview verwies Lee Berger jedoch auf die zahlreich gefundenen Pflanzenfresser-Fossilien und erwähnte, dass der Fundort vor zwei Millionen Jahren bewaldet gewesen sei.
Begleitfunde von Dinofelis und Megantereon sowie von fossilen Vorläuferarten der Schabrackenhyänen und der Afrikanischen Wildhunde, der Pferde, der Schweine, der Klippspringer und der Hasen wurden – neben den stratigraphischen Befunden – als Beleg dafür interpretiert, dass alle Tiere zu Lebzeiten in ein Höhlensystem stürzten, das oberseits Öffnungen hatte. Nach ihrem Tod seien ihre Kadaver vermutlich von eindringenden Wassermassen an eine tiefer gelegene Stelle gespült und dort unter angespültem und herabfallendem Gestein verschüttet worden. Später sei das Höhlensystem wieder mit Gestein aufgefüllt und erst im frühen 20. Jahrhundert durch Steinbrucharbeiter wieder teilweise freigelegt worden.

## Befunde zur Nahrungsaufnahme
Eine Forschergruppe um Amanda G. Henry vom Max-Planck-Institut für evolutionäre Anthropologie analysierte die Abnutzungsmuster an den Zähnen von MH1 und MH2, unterzog den Zahnschmelz einer Isotopenanalyse und untersuchte den Zahnstein beider Fossilien. Hieraus ergaben sich zahlreiche Hinweise auf die Art der verzehrten Nahrungsmittel.
Diesen Untersuchungen zufolge zeigen die Zähne komplexere Abnutzungsspuren, als man sie bei anderen Arten der Australopithecinen nachwies. Hierzu passt der Befund, dass im Zahnstein versteinerte Überreste von Baumrinde nachweisbar waren, sogenannte Phytolithe (insgesamt 38), die erstmals bei einem frühen Vormenschen untersucht wurden. Die Isotopenanalyse ergab, dass überwiegend C3-Pflanzen und nur in sehr geringem Maße auch C4-Pflanzen verzehrt wurden; die Ernährung bestand demzufolge überwiegend aus faserreichen Teilen von Bäumen, Sträuchern und Kräutern, seltener aus Gräsern. Als bemerkenswert wurde in der Studie herausgestellt, dass trotz der geringen Probengröße Pflanzenreste von zahlreichen unterschiedliche Pflanzen gefunden wurden, was auf eine sehr abwechslungsreiche Kost schließen lasse. Verglichen mit heute lebenden Tieren ähnele diese Ernährungsweise am ehesten derjenigen von Schimpansen und Giraffen, verglichen mit Befunden zu fossilen Arten der Hominini am ehesten derjenigen von Ardipithecus ramidus. Die Analyse wurde ferner dahingehend interpretiert, dass Australopithecus sediba vermutlich noch überwiegend in Wäldern lebte. Laut Lee Berger handelt es sich „um den ersten direkten Beweis dafür, was unsere frühen Vorfahren in den Mund nahmen und kauten – was sie aßen.“
Eine computergestützte Rekonstruktion der biomechanischen Kräfte, die beim Kauen auf die Kiefer einwirken, ergab Hinweise darauf, dass Australopithecus sediba nicht in der Lage war, größere Mengen an sehr harter Nahrung zu zerkauen.

## Umstritten: Die stammesgeschichtliche Einordnung der Funde

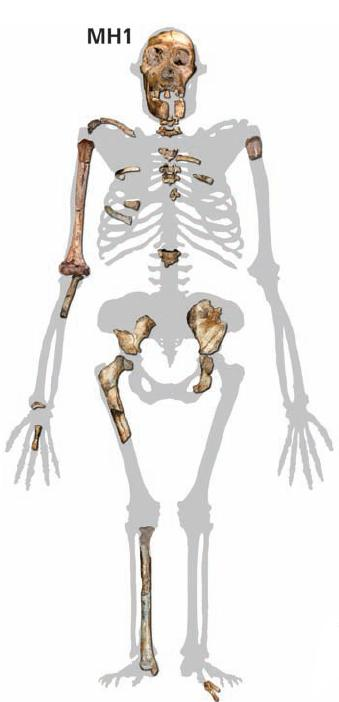
Die erhaltenen Knochen von MH1 (Originalabbildung von Lee Berger)

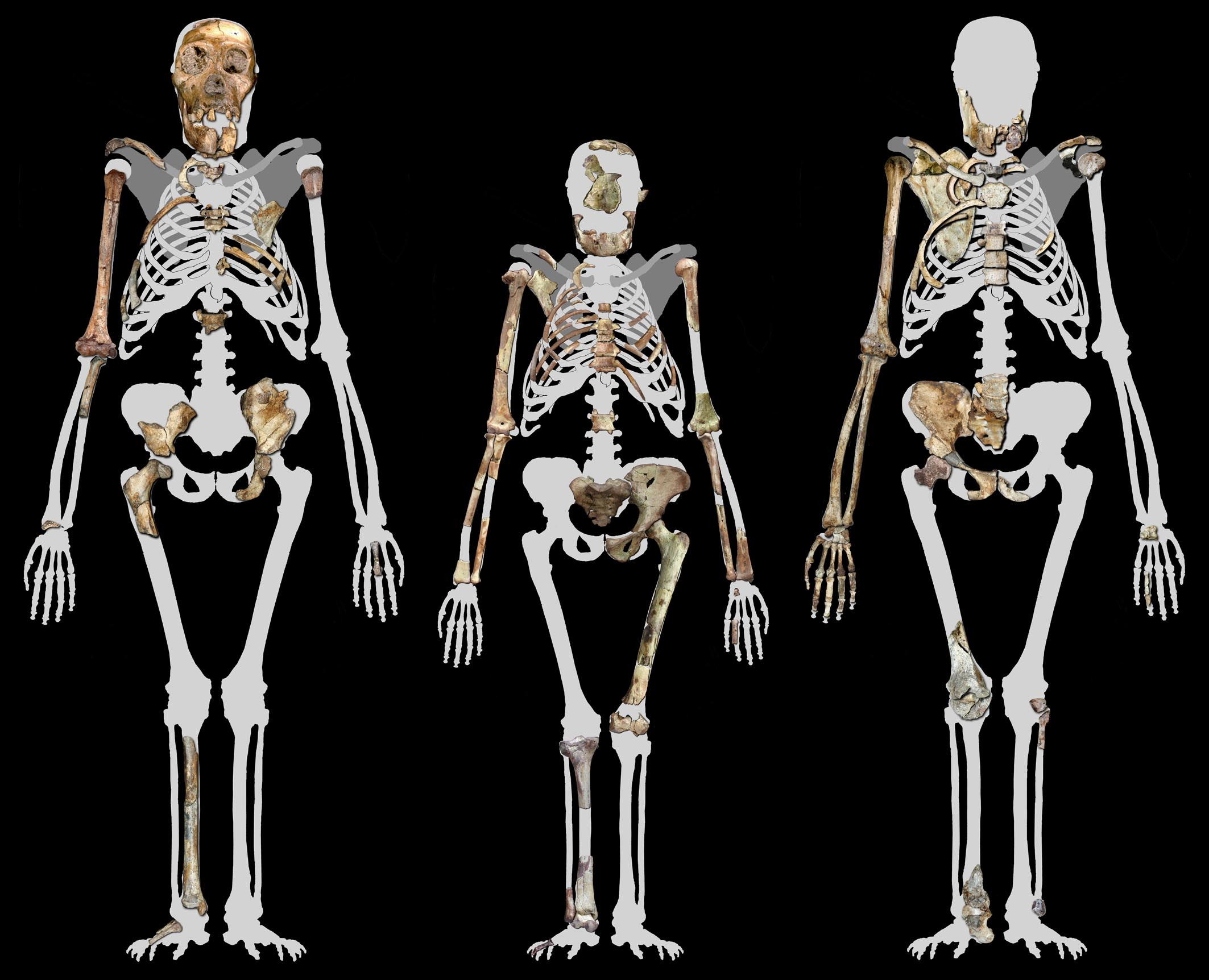
Die erhaltenen Knochen von MH1 (links), MH2 (rechts) und – zum Vergleich – von Lucy (Originalabbildung von Lee Berger)

Die rund 2 Millionen Jahre alten Fossilien von Australopithecus sediba stammen aus einer Epoche, aus der bisher besonders wenige Hominini-Fossilien bekannt sind: Weniger als aus der Epoche von Australopithecus afarensis (vor 4,0 bis 2,9 Millionen Jahren) und weniger als aus der Zeit vor rund 1,5 Millionen Jahren und danach. Auf ein Alter von 1,9 Millionen Jahre werden zudem auch die ältesten Funde von Homo erectus datiert, dessen Anatomie „schon in vielen Einzelheiten weitgehend mit der des modernen Menschen überein[stimmt].“ Die Australopithecus-Funde aus der Malapa-Höhle füllen somit eine Fossilienlücke genau in jener Zeit, in der mit Homo erectus der unmittelbare Vorfahre des Homo sapiens erstmals in Erscheinung tritt. Lee Berger bezeichnete seinen Fund daher als „den Rosettastein, der den Zugang zum Verständnis der Gattung Homo aufschließt.“ Ein von John Francis Thackeray vorgelegter morphometrischer Vergleich von MH1 und MH2 mit anderen Australopithecus- und mit Homo-Fossilien ergab 2010 Hinweise auf deutliche Unterschiede zwischen einerseits Australopithecus sediba und andererseits Homo rudolfensis, Paranthropus robustus und Paranthropus boisei.
Im Unterschied zu Lee Berger und den anderen Autoren der Erstbeschreibung, die 2010 beide Fossilien als mögliche Übergangsform zwischen Australopithecus und Homo interpretieren und dies 2011 bekräftigten, sind andere Paläoanthropologen zurückhaltender. Sie weisen, wie beispielsweise Tim White und Ron Clarke, darauf hin, dass es sich um einen späten, südafrikanischen Seitenast der Australopithecinen handeln könne, der neben bereits existierenden Vertretern der Gattung Homo gelebt habe, hieß es in einem Begleitartikel zur Erstbeschreibung.
Hintergrund dieser vorsichtigeren Interpretation ist, dass eines der ältesten zur Gattung Homo gestellten Fossilien, der von Friedemann Schrenk entdeckte Unterkiefer eines Homo rudolfensis (Inventarnummer UR 501), auf ein Alter von 2,4 Millionen Jahre datiert wurde und somit deutlich älter ist als die Funde von Australopithecus sediba. Ferner wurde der gleichfalls zu Homo gestellte Oberkiefer AL 666-1 aufgrund einer direkt über ihm liegenden Vulkanascheschicht sicher auf ein Alter von 2,3 Millionen Jahre datiert. Zudem hätten die neuen Funde nur relativ wenige Merkmale mit Homo gemein, so dass diese Kritiker – wie zuvor – Australopithecus afarensis den Status einer Vorläuferart der Gattung Homo zuschreiben. Da es grundsätzlich möglich ist, dass „späte“ Fossilien einer langlebigen Vorläuferart jünger datiert werden könnten als „frühe“ Fossilien einer aus der Vorläuferart entwickelten Nachfolgeart, wurde 2019 mit Hilfe statistischer Modelle berechnet, wie groß die Wahrscheinlichkeit ist, dass eine solche Entwicklung für Australopithecus sediba und die ältesten Homo-Arten zutrifft. Die in Science Advances publizierte Studie kam zu dem Ergebnis, dass diese Wahrscheinlichkeit nahezu Null ist.
In der Fachzeitschrift Nature wurde kritisiert, die Autoren der Erstbeschreibung hätten versäumt, die Variationsbreite von Australopithecus africanus auszuloten, bevor sie die Funde einer eigenen Art zuordneten; hinzu komme, dass auch die Position von Australopithecus africanus im Stammbaum der Hominini ungeklärt sei. Kritisiert wurde zugleich, dass die Beschreibung der Art im Wesentlichen anhand eines jugendlichen Skeletts erfolgte, ohne dass man bisher sicher Daten vorweisen könne, wie gering oder wie erheblich sich Jugendliche von Erwachsenen unterschieden haben. 2011 schlossen sich weitere Paläoanthropologen der Kritik an den – ihrer Meinung nach – zu weit gehenden Interpretationen des Teams um Lee Berger an. William H. Kimbel wandte beispielsweise ein, der Unterkiefer von MH1 sei zwar – im Vergleich mit anderen Funden von Australopithecus – relativ klein sowie leicht gebaut und ähnele daher dem Unterkiefer von Homo; jedoch sei es möglich, dass diese Ähnlichkeit vor allem dem jugendlichen Alter von MH1 geschuldet sei. Auch der relativ archaische Bau der Füße steht laut Kimbel in Widerspruch zur Hypothese, dass Australopithecus sediba ein direkter Nachfahre von Australopithecus africanus sei, da dieser bereits einen „moderneren“ Bau aufwies.
In einer 2013 publizierten Publikation zur Position der Art im Stammbaum der Hominini räumte schließlich auch Lee Berger als Co-Autor ein, dass eine gesicherte Aussage hierzu derzeit noch nicht möglich sei. Gleichwohl schrieb Bernard Wood Ende 2014 in einem Übersichtsartikel, „dass die Skelette von Malapa von direkten Vorfahren des Homo sapiens stammen.“
Donald Johanson, einer der führenden Paläoanthropologen und Entdecker von „Lucy“, sah hingegen Ähnlichkeiten mit dem 1986 gefundenen OH 62 (Olduvai Hominid) und damit die naheliegende Klassifizierung der Neufunde innerhalb der Gattung Homo.
Die Anatomin und Anthropologin Ella Been, eine Expertin für die Wirbelsäulen homininer Fossilien, und Yoel Rak (beide Universität Tel Aviv) wandten 2014 ein, die Gestalt des Wirbelkanals der zu Australopithecus sediba gestellten Funde sei sehr unterschiedlich; bei zwei Individuen ähnelten die Wirbel denen von Homo erectus, bei den beiden anderen Individuen denen von Australopithecus. Möglicherweise seien in der Höhle Individuen von zwei unterschiedlichen Arten gefunden worden. Dieser Vermutung wurde 2019 von dem Team um Lee Berger ausführlich widersprochen.
2017 bekräftigen William H. Kimbel und Yoel Rak ihre Kritik an der Einordnung von Australopithecus sediba als direkter Vorfahre der Gattung Homo. Ihrer Analyse des Schädels MH1 zufolge seien die auf Homo verweisenden Merkmale nur bei einem jugendlichen Individuum vorhanden; als Erwachsener hätte MH1 Australopithecus africanus geähnelt. 2019 bekräftigte Lee Berger in einer neuerlichen Analyse der Schädel, dass Australopithecus sediba der „wahrscheinlichste Vorfahre“ der Gattung Homo sei „oder zu einer nahen Schwestergruppe des Vorfahren“ gehöre.

## Belege
1. ↑  Manfred Lindinger: Eine Kreatur zwischen zwei Welten. In: Frankfurter Allgemeine Zeitung vom 17. April 2013, Nr. 89, S. N1.
2. 1 2  Michael Cherry: Claim over ‚human ancestor‘ sparks furore. In: naturenews vom 8. April 2010, doi:10.1038/news.2010.171.
3. ↑  Adolphe Mabille, Hermann Dieterlen: Sesuto-English Dictionary. 9. Auflage. Sesuto Book Depot, Morija 1985.
4. ↑  Fossil named Karabo. Auf: timeslive.co.za vom 1. Juni 2010.
5. ↑  Marc Aronson und Lee Berger: The Skull in the Rock. How a Scientist, a Boy, and Google Earth Opened a New Window on Human Origins. National Geographic Children’s Books, 2012, ISBN 978-1-4263-1010-2.
6. ↑  Alle Funde aus der Malapa-Höhle werden entsprechend dem Regelwerk der Witwatersrand-Universität (UW) unter der Sammlungsnummer UW88 registriert.
7. ↑  Shirona Patel: New hominid species discovered and described in South Africa. Auf: eurekalert.org vom 8. April 2010 (Pressemitteilung der Witwatersrand-Universität).
8. ↑  Lee R. Berger et al.: Supporting Online Material for Australopithecus sediba. A New Species of Homo-like Australopith from South Africa. In: Science. New York, 9. April 2010, Text S1. ISSN 0036-8075.
9. ↑  Trenton W. Holliday et al.: Body Size and Proportions of Australopithecus sediba. In: PaleoAnthropology. 2018, S. 406–422, doi:10.4207/PA.2018.ART118.
10. 1 2  Lee R. Berger et al.: Australopithecus sediba. A New Species of Homo-Like Australopith from South Africa. In: Science. Band 328, Nr. 5975, 2010, ISSN 0036-8075, S. 195–204, doi:10.1126/science.1184944.
11. ↑  „the preliminary visualisation of the complete skull already available shows intriguing details. Among them are the fossilised insect eggs whose larvae could have fed on the flesh of the hominid after death.“ Montserrat Capellas: First studies of fossil of new human ancestor take place at the European Synchrotron. Auf: eurekalert.org vom 12. April 2010.
12. 1 2  Joel D. Irish, Debbie Guatelli-Steinberg, Scott S. Legge, Darryl J. de Ruiter und Lee R. Berger: Dental Morphology and the Phylogenetic „Place“ of Australopithecus sediba. In: Science. Band 340, Nr. 6129, 2013, doi:10.1126/science.1233062.
13. ↑  Darryl J. de Ruiter et al.: Mandibular Remains Support Taxonomic Validity of Australopithecus sediba. In: Science. Band 340, Nr. 6129, 2013, doi:10.1126/science.1232997.
14. ↑  New-found hominid cousin is a brain teaser. In: New Scientist. Band 206, Nr. 2756, 17. April 2010, S. 14.
15. ↑  Kristian J. Carlson et al.: The Endocast of MH1, Australopithecus sediba. In: Science. Band 333, Nr. 6048, 2011, S. 1402–1407, doi:10.1126/science.1203922.
16. ↑  Im Original: „the MH1 endocast (Au. sediba), although decidedly australopith-like in cranial capacity and convolutional patterns, shows some evidence for changes in the orbitofrontal region beyond that observed in other relatively complete australopith endocasts (such as Sts 5 and Sts 60), possibly foreshadowing elements of the development of a human-like frontal lobe across the transition from Australopithecus to Homo.“ (Kristian J. Carlson et al.: The Endocast of MH1, Australopithecus sediba.)
17. 1 2 3  Ann Gibbons: Skeletons Present an Exquisite Paleo-Puzzle. In: Science. Band 333, Nr. 6048, 2011, S. 1370–1372, doi:10.1126/science.333.6048.1370.
18. ↑  Gary J. Sawyer, Viktor Deak: Der lange Weg zum Menschen. Lebensbilder aus 7 Millionen Jahren Evolution. Spektrum, Heidelberg 2008, S. 79. ISBN 3-8274-1915-8.
19. 1 2 3 4  Science Magazine Podcast Transcript (Memento vom 15. Juni 2010 im Internet Archive), auf: sciencemag.org vom 9. April 2010. - Transkript eines Interviews mit Lee Berger für einen Science-Podcast (englisch, PDF).
20. ↑  Forscher der Universität Zürich entdecken neue Hominidenart. Auf:: idw-online.de vom 8. April 2010.
21. ↑  Steven E. Churchill et al.: The Upper Limb of Australopithecus sediba. In: Science. Band 340, Nr. 6129, 2013, doi:10.1126/science.1233477
Lee R. Berger: The Mosaic Nature of Australopithecus sediba. In: Science. Band 340, Nr. 6129, 2013, S. 163–165, doi:10.1126/science.340.6129.163.
22. ↑  Steven E. Churchill et al.: The Shoulder, Arm, and Forearm of Australopithecus sediba. In: PaleoAnthropology. 2018, S. 234–281, doi:10.4207/PA.2018.ART114.
23. ↑  Jana Kunze, Katerina Harvati, Gerhard Hotz und Fotios Alexandros Karakostis: Humanlike manual activities in Australopithecus. In: Journal of Human Evolution. Band 196, 2024, 103591, doi:10.1016/j.jhevol.2024.103591.
24. ↑  Tracy L. Kivell et al.: Australopithecus sediba Hand Demonstrates Mosaic Evolution of Locomotor and Manipulative Abilities. In: Science. Band 333, Nr. 6048, 2011, S. 1411–1417, doi:10.1126/science.1202625.
25. ↑  Tracy L. Kivell et al.: The Hand of Australopithecus sediba. In: PaleoAnthropology. 2018, S. 282–333, doi:10.4207/PA.2018.ART115
26. ↑  Christopher J. Dunmore et al.: The position of Australopithecus sediba within fossil hominin hand use diversity. In: Nature Ecology & Evolution. Band  4, 2020, S. 911–918, doi:10.1038/s41559-020-1207-5.
27. ↑  Samar M. Syeda et al.: Phalangeal cortical bone distribution reveals different dexterous and climbing behaviors in Australopithecus sediba and Homo naledi. In: Science Advances. Band 11, Nr. 20, 2015, doi:10.1126/sciadv.adt1201.
 Greifmuster unserer Vorfahren. Auf: mpg.de vom 14. Mai 2025.
28. ↑  Peter Schmid et al.: Mosaic Morphology in the Thorax of Australopithecus sediba. In: Science. Band 340, Nr. 6129, 2013, doi:10.1126/science.1234598.
29. ↑  Scott A. Williams et al.: The Vertebral Column of Australopithecus sediba. In: Science. Band 340, Nr. 6129, 2013, doi:10.1126/science.1232996.
30. ↑  Scott A. Williams et al.: New fossils of Australopithecus sediba reveal a nearly complete lower back. In: eLife. 2021;10:e70447, doi:10.7554/eLife.70447.
 Ancient human relative, Australopithecus sediba, 'walked like a human, but climbed like an ape'. Auf: eurekalert.org vom 23. November 2021.
31. ↑  Job M. Kibii et al.: A Partial Pelvis of Australopithecus sediba. In: Science. Band 333, Nr. 6048, 2011, S. 1407–1411, doi:10.1126/science.1202521.
32. ↑  Neue Knochen des Frühmenschenjungen Karabos entdeckt. Auf: spiegel.de vom 13. Juli 2012.
33. ↑  Steven E. Churchill et al.: The Pelvis of Australopithecus sediba. In: PaleoAnthropology. 2018, S. 334–356, doi:10.4207/PA.2018.ART116.
34. ↑  Bernhard Zipfel et al.: The Foot and Ankle of Australopithecus sediba. In: Science. Band 333, Nr. 6048, 2011, S. 1417–1420, doi:10.1126/science.1202703.
35. ↑  Jeremy M. DeSilva et al.: The Lower Limb and Mechanics of Walking in Australopithecus sediba. In: Science. Band 340, Nr. 6129, 2013, doi:10.1126/science.1232999.
36. ↑  Jeremy M. Desilva et al.: The Anatomy of the Lower Limb Skeleton of Australopithecus sediba. In: PaleoAnthropology. 2018, S. 357–405, doi:10.4207/PA.2018.ART117.
37. ↑  Four Individuals Caught in ‚Death Trap‘ May Shed Light on Human Ancestors. Auf: sciencemag.org vom 19. April 2011. Textgleich mit A new Ancestor for Homo? In: Science. Band 332, 2011, S. 534, doi:10.1126/science.332.6029.534-a.
38. ↑  Colin Barras: Fossil skin could be a bridge to our past. In: New Scientist. Band 218, Nr. 2913, S. 8–9.
39. ↑  Paul H. G. M. Dirks et al.: Geological Setting and Age of Australopithecus sediba from Southern Africa. In: Science. Band 328, Nr. 5975, 2010, S. 205–208. doi:10.1126/science.1184950.
40. 1 2  Robyn Pickering et al.: Australopithecus sediba at 1.977 Ma and Implications for the Origins of the Genus Homo. In: Science. Band 333, Nr. 6048, 2011, S. 1421–1423, doi:10.1126/science.1203697.
41. ↑  „The skeletons are found among the articulated skeletons of sabre-toothed cats, antelopes, mice and rabbits. They are preserved in a hard, concrete like substance known as calcified clastic sediments that formed at the bottom of what appears to be a shallow underground lake or pool that was possibly as much as 30 to 50 meters underground at the time.“ About the Discovery. (Memento vom 19. Juli 2014 im Internet Archive) Auf: wits.ac.za. vom 13. April 2010. (Hintergrundinformationen zum Fund des Institute for Human Evolution der Witwatersrand-Universität.)
42. ↑  Amanda G. Henry et al.: The diet of Australopithecus sediba. In: Nature. Band 487, 2012, S. 90–93, doi:10.1038/nature11185
 Ancient human ancestors had unique diet, according to study involving CU Boulder. Auf: eurekalert.org vom 27. Juni 2012.
43. ↑  Early Human Ate Like a Giraffe. Auf: sciencemag.org vom 27. Juni 2012.
44. ↑  Speiseplan des Australopithecus sediba enthielt auch Pflanzen. Auf: idw-online.de vom 27. Juni 2012.
45. ↑  Justin A. Ledogar et al.: Mechanical evidence that Australopithecus sediba was limited in its ability to eat hard foods. In: Nature Communications. Band 7, Artikel-Nummer: 10596, doi:10.1038/ncomms10596
Early human ancestor did not have the jaws of a nutcracker. Auf: eurekalert.org vom 8. Februar 2016.
46. ↑  Friedemann Schrenk: Die Frühzeit des Menschen. Der Weg zum Homo sapiens. Beck, München 1997, S. 93. ISBN 3-406-44259-5.
47. ↑  J. Francis Thackeray: Comparisons between Australopithecus sediba (MH1) and other hominin taxa, in the context of probabilities of conspecificity. In: South African Journal of Science. Band 106, Nr. 7/8, 2010, Art. #348, 2 Seiten, doi:10.4102/sajs.v106i7/8.348, Volltext (Memento vom 6. September 2016 im Internet Archive)
48. ↑  Michael Balter: Candidate Human Ancestor From South Africa Sparks Praise and Debate. In: Science. Band 328, Nr. 5975, 2010, S. 154–155, doi:10.1126/science.328.5975.154.
49. ↑  William H. Kimbel, Donald C. Johanson und Yoel Rak: Systematic assessment of a maxilla of Homo from Hadar, Ethiopia. In: American Journal of Physical Anthropology. Band 103, Nr. 2, 1997, S. 235–262, doi:10.1002/(SICI)1096-8644(199706)103:2<235::AID-AJPA8>3.0.CO;2-S.
50. ↑  Andrew Du und Zeresenay Alemseged: Temporal evidence shows Australopithecus sediba is unlikely to be the ancestor of Homo. In: Science Advances. Band 5, Nr. 5, 2019, eaav9038, doi:10.1126/sciadv.aav9038
Statistical study finds it unlikely South African fossil species is ancestral to humans. Auf: eurekalert.org vom 8. Mai 2019.
51. 1 2 3  William H. Kimbel: Palaeoanthropology: Hesitation on hominin history. In: Nature. Band 497, Nr. 7451, 2013, S. 573–574, doi:10.1038/497573a.
52. ↑  Ewen Callaway: Fossils raise questions about human ancestry. In: Nature News vom 8. September 2011, doi:10.1038/news.2011.527.
53. ↑  Fred Spoor: Malapa and the genus Homo. In: Nature. Band 478, 2011, S. 44–45, doi:10.1038/478044a.
54. ↑  Bernard Wood: Unsere unübersichtliche Verwandtschaft. In: Spektrum der Wissenschaft. Nr. 1/2015, S. 33.
55. ↑  Donald C. Johanson et al.: New partial skeleton of Homo habilis from Olduvai gorge, Tanzania. In: Nature. Band 327, Nr. 6119, 1987, S. 205–209. doi:10.1038/327205a0.
56. ↑  Alan Boyle: Fossils Shake Up Our Family Tree. (Memento vom 11. April 2010 im Internet Archive) In: Cosmic Log, msnbc.com.
57. ↑  Kate Wong: Discoverer of „Lucy“ raises questions about Australopithecus sediba, the new human species from South Africa. (Memento vom 11. April 2010 im Internet Archive) Im Original erschienen auf: Scientificamerican.com vom 9. April 2010.
58. ↑  Colin Barras: Missing link fossils may be a jumble of species. In: New Scientist. Band 222, Nr. 2964, 2014, S. 11.
59. ↑  Scott A. Williams et al.: The Vertebrae, Ribs, and Sternum of Australopithecus sediba. In: PaleoAnthropology. 2018, S. 156–233, doi:10.4207/PA.2018.ART113.
 Scientists confirm pair of skeletons are from same early hominin species. Auf: eurekalert.org vom 17. Januar 2019.
60. ↑  Ann Gibbons: A famous 'ancestor' may be ousted from the human family. Auf: sciencemag.org vom 23. April 2017, doi:10.1126/science.aal1099.
61. ↑  Darryl J. De Ruiter, [...] und Lee Berger: The Skull of Australopithecus sediba. In: PaleoAnthropology. 2018, S. 56–155, doi:10.4207/PA.2018.ART112.